# ベンソン級駆逐艦
ベンソン級駆逐艦（ベンソンきゅう くちくかん、英語: Benson-class destroyers）は、アメリカ海軍の駆逐艦の艦級。グリーブス級駆逐艦、あるいはグリーブス級とブリストル級駆逐艦（リヴァモア級駆逐艦）も含めて、ベンソン級駆逐艦と呼ばれることもある。一番艦はウィリアム・シェパード・ベンソン提督に因み、命名されている。

## 設計
ロンドン軍縮条約の締結後、アメリカ海軍は条約型駆逐艦の増強を行ってきた。マハン級駆逐艦以降、1,500トンの船体に強力な水雷戦能力を施したため、日本海軍の駆逐艦と同様に武装と重心の釣り合いがとれず、復原性が悪いトップヘビーな駆逐艦となってしまった。
ベンソン級は当初、シムス級駆逐艦の改良型として計画された。水雷兵装はやや簡素化されたがさほど重量は変わらず、兵装重量自体は前級よりも増え、ポーター級駆逐艦とほぼ同等となった。また抗堪性向上のため、船体の強度を高めて機関の分離シフト配置を行い防御力を高めている。船体のサイズもさほど変わっていないので、前級も当級もトップヘビーが完全に改善されたとは言い難い。なお機関の分散配置によって缶室間隔が開いたため二本煙突を持つ艦となり、グリッドレイ級駆逐艦以来しばらく続いた一本煙突時代はひとまず終わることとなった。船体の設計はバブコック&ウィルコックス社とベスレヘム造船が担当したが、ベスレヘム造船から独自開発の機関を搭載したいという要望が出され、比較研究を理由に2種類の機関を採用する事となった。バブコック&ウィルコックス設計艦とベスレヘム設計艦の差異は煙突の断面にあり、前者は円形、後者は楕円形である。前者の図面で建造されたグリーブスとニブラックをベンソン級から切り離してブリストル級駆逐艦（リヴァモア級駆逐艦）に編入するのは、これに起因する。

## 装備
主砲としては、初代ファラガット級以来のMk.12 38口径5インチ両用砲5門装備が踏襲された。砲射撃指揮システム（GFCS）としても、同様にMk.37 砲射撃指揮装置が艦橋上に搭載されている。一方、水雷装備に関しては、前級（シムス級）で水雷戦から砲撃戦思考に転換したため、シムス級の4連装魚雷発射管3基（射線12本）を当ベンソン級から5連装2基（射線10本）に減らされている。
上記の通り、アメリカの条約型駆逐艦の悪癖としてトップヘビーがあったことから、これを改善するため、3・4番砲は砲盾を持たなかった。また戦時中には3番砲や後部魚雷発射管を撤去を行ったが、撤去理由は対空火器の強化であり空いたスペースに40mm機銃や20mm機銃が増設され、重量は軽減されていない。
| 竣工時                       | 1942年                  | 1944年                  |
| ---------------------------- | ----------------------- | ----------------------- |
| 38口径5インチ単装砲×5基      | 38口径5インチ単装砲×4基 | 38口径5インチ単装砲×4基 |
| 12.7mm 機銃×6基              | 20mm単装機銃×6基        | 40mm連装機銃×2基        |
| 12.7mm 機銃×6基              | 20mm単装機銃×6基        | 20mm単装機銃×4基        |
| 533mm5連装魚雷発射管×2基     |                         |                         |
| 爆雷投下軌条×2基 (爆雷×22個) |                         |                         |

## 配備
本級は、1937年に条約が失効した後の1938年に計画・建造され、1940年の7月から9月にかけて最初の6隻が完成した。1941年度にも建造され、1943年2月までに全30隻が勢ぞろいした。
就役した時には第二次世界大戦が始まっており、アメリカが参戦するまで中立パトロール任務で船団の護衛任務に従事した。太平洋戦争が始まってアメリカが参戦すると、地中海でイタリア軍やヴィシー政権下のフランス軍と戦い、大西洋や地中海戦線が落ち着くと太平洋に転戦して日本海軍とも戦った。戦争中の戦没艦は3隻で、ランズデールがドイツ空軍の爆撃で撃沈され、ラフィーとバートンが第三次ソロモン海戦で日本海軍に撃沈された。
戦没艦以外は、戦争終結後の1946年から予備役に入った。ベンソンとヒラリー・P・ジョーンズの2隻は台湾に移った中華民国に、ウッドワースがイタリアに供与され、マディソン、チャールズ・F・ヒューズは標的艦として使用され沈没した。メイヨーも予備役を経て、処分された。

### 同型艦

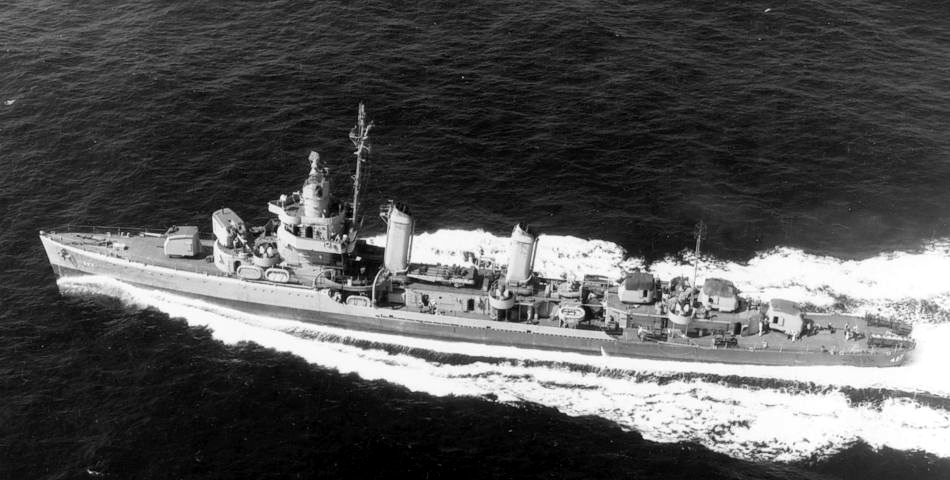
ヒラリー・P・ジョーンズ（1943年撮影）

- ベンソン (USS Benson, DD-421)

由来の人物は、初代アメリカ海軍作戦部長に就任し、第一次世界大戦の指導と戦略構築を行ったウィリアム・シェパード・ベンソン大将。
ベスレヘム造船フォアリバー造船所にて1938年5月16日起工、1939年11月15日進水、1940年7月25日就役。1946年3月18日退役後、1954年2月26日台湾海軍に貸与・駆逐艦洛陽(Lo Yang, DD-14)として再就役。
- メイヨー (USS Mayo, DD-422)

由来の人物は、米西戦争と第一次世界大戦に出撃し、第一次世界大戦時に大西洋艦隊司令長官を務めたヘンリー・T・メイヨー大将。
ベスレヘム造船フォアリバー造船所にて1938年5月16日起工、1940年3月26日進水、1940年9月18日就役。1946年3月18日退役後、1972年5月8日売却。
- マディソン (USS Madison, DD-425)

由来の人物は、第一次世界大戦時に運送艦タイコンデロガ艦長を務め、潜水艦U-152の雷撃による沈没から生還したジェームズ・J・マディソン特務中佐。
ボストン海軍工廠にて1938年9月19日起工、1939年10月20日進水、1940年8月6日就役。1946年3月13日退役後、1969年10月14日標的処分。
- ランズデール (USS Lansdale, DD-426)　※ウィックス級(DD-101)以来二代目

由来の人物は、サモア諸島の治安維持活動中に現地人との争乱で戦死したフィラデルフィア乗組士官フィリップ・ランズデール中尉。
ボストン海軍工廠にて1938年9月19日起工、1939年10月30日進水、1940年9月17日就役。1944年4月20日地中海にてドイツ空軍の空襲により戦没。
- ヒラリー・P・ジョーンズ (USS Hilary P. Jones, DD-427)

由来の人物は、第一次世界大戦時に船団護衛に従事し、ジュネーブ・ロンドン各軍縮会議でアメリカ海軍顧問を務めたヒラリー・P・ジョーンズ大将。
チャールストン海軍工廠にて1938年5月16日起工、1939年12月14日進水、1940年9月6日就役。1947年2月6日退役後、1954年2月26日台湾海軍に貸与・駆逐艦漢陽(Han Yang, DD-15)として再就役。
- チャールズ・F・ヒューズ (USS Charles F. Hughes, DD-428)

由来の人物は、米西戦争より軍務に就き、第一次世界大戦時に大西洋艦隊参謀長、戦後は作戦部長を歴任したチャールズ・F・ヒューズ大将。
ピュージェット・サウンド海軍造船所にて1939年1月3日起工、1940年5月16日進水、1940年9月6日就役。1946年3月18日退役後、1969年3月26日標的処分。
- ラフィー (USS Laffey, DD-459)

由来の人物は、南北戦争時にマルモラ号に乗組み、ヤズーシティの攻防戦で勇戦した水兵バートレット・ラフィー。
ベスレヘム造船サンフランシスコ工場にて1941年1月13日起工、1941年10月30日進水、1942年3月31日就役。1942年11月13日第三次ソロモン海戦にて戦没。
- ウッドワース (USS Woodworth, DD-460)

由来の人物は、海軍籍のままカリフォルニアに入植し事業を起こす一方、臨時召集を受け南北戦争時に参加したセリム・E・ウッドワース中佐。
ベスレヘム造船サンフランシスコ工場にて1941年4月30日起工、1941年11月29日進水、1942年4月30日就役。1951年1月14日退役後、1951年6月11日イタリア海軍に貸与・駆逐艦アルティリエーレ(Artigliere, D553)として再就役。
- ファーレンホルト (USS Farenholt, DD-491)　※クレムソン級(DD-332)以来二代目

由来の人物は、南北戦争から米西戦争にかけて奉職し、戦間期にアラスカ警備に従事したオスカー・W・ファーレンホルト少将。
ベスレヘム造船マリナーズハーバーにて1940年12月11日起工、1941年11月19日進水、1942年4月2日就役。1946年4月26日退役後、1972年11月22日売却。
- ベイリー (USS Bailey, DD-492)　※クレムソン級(DD-269)以来三代目

由来の人物は、南北戦争時にコロラド号を指揮し、ジャクソン砦・セントフィリップの戦いを制したセオドラス・ベイリー少将。
ベスレヘム造船マリナーズハーバーにて1941年1月29日起工、1941年12月19日進水、1942年5月11日就役。1948年5月2日退役後、 1969年11月4日標的処分。
- バンクロフト (USS Bancroft, DD-598)　※クレムソン級(DD-256)以来二代目

由来の人物は、ポーク政権で第17代海軍長官として海軍兵学校を開き、後にゲティスバーグの演説の草稿を書いた歴史学者ジョージ・バンクロフト。
ベスレヘム造船フォアリバー造船所にて1941年5月1日起工、1941年12月31日進水、1942年4月30日就役。1946年2月1日退役後、1973年3月16日売却。
- バートン (USS Barton, DD-599)

由来の人物は、海軍工廠を渡り歩き、艤装員・工廠長を歴任し、海軍蒸気工学局長も就任したジョン・K・バートン技術少将。
ベスレヘム造船フォアリバー造船所にて1941年5月20日起工、1942年1月31日進水、1942年5月29日就役。1942年11月13日第三次ソロモン海戦にて戦没。
- ボイル (USS Boyle, DD-600)

由来の人物は、米英戦争で武装商船コメット号を指揮し、英軍の攪乱や米軍の輸送に従事した貿易商トーマス・ボイル。
ベスレヘム造船フォアリバー造船所にて1941年12月31日起工、1942年6月15日進水、1942年8月15日就役。1946年3月29日退役後、1973年5月3日標的処分。
- シャンプリン (USS Champlin, DD-601)　※ウィックス級(DD-104)以来二代目

由来の人物は、米英戦争でスコーピオン号を率い、エリー湖の湖上戦で活躍したスティーブン・シャンプリン船長。
ベスレヘム造船フォアリバー造船所にて1942年1月31日起工、1942年7月25日進水、1942年9月12日就役。1947年1月31日退役後、1972年5月8日売却。
- ミード (USS Meade, DD-602)　※クレムソン級(DD-274)以来二代目

由来の人物は、南北戦争中にニューヨーク徴兵暴動を鎮圧したリチャード・W・ミード少将と、米西戦争で海兵隊を統率したロバート・L・ミード海兵准将の兄弟。
ベスレヘム造船マリナーズハーバーにて1941年3月25日起工、1942年2月15日進水、1942年6月22日就役。1946年6月17日退役後、1973年2月18日標的処分。
- マーフィー (USS Murphy, DD-603)

由来の人物は、南北戦争前後に工廠勤務や実地調査を重ね、南北戦争には工兵隊を率い陣地構築に従事したジョン・M・マーフィー技術大佐。
ベスレヘム造船マリナーズハーバーにて1941年5月19日起工、1942年4月29日進水、1942年7月23日就役。1946年3月9日退役後、1972年10月6日売却。
- パーカー (USS Parker, DD-604)　※エールウィン級(DD-48)以来二代目

由来の人物は、南北戦争後に北大西洋艦隊参謀長・ボストン工廠長・アナポリス兵学校長を歴任したフォックスホール・A・パーカー代将。
ベスレヘム造船マリナーズハーバーにて1941年6月9日起工、1942年5月12日進水、1942年8月31日就役。1947年1月31日退役後、1973年5月25日売却。
- コールドウェル (USS Caldwell, DD-605)　※コールドウェル級(DD-69)以来二代目

由来の人物は、第一次バーバリ戦争のトリポリ湾の戦いで戦死した第9砲艦乗組士官ジェームズ・R・コールドウェル大尉。
ベスレヘム造船サンフランシスコ工場にて1941年3月24日起工、1942年1月15日進水、1942年6月10日就役。1946年4月24日退役後、1966年11月4日売却。
- コグラン (USS Coghlan, DD-606)　※クレムソン級(DD-326)以来二代目

由来の人物は、米西戦争時にフィリピンに遠征し、パナマ分離独立介入にも出動したジョゼフ・B・コグラン少将。
ベスレヘム造船サンフランシスコ工場にて1941年3月28日起工、1942年2月12日進水、1942年7月10日就役。1947年3月31日退役後、1974年6月12日売却。
- フレイジャー (USS Frazier, DD-607)

由来の人物は、第一次バーバリ戦争時、イントレピッド特攻作戦中にディケーター隊長を庇って負傷した水兵ダニエル・フレイジャー。
ベスレヘム造船サンフランシスコ工場にて1941年7月5日起工、1942年3月17日進水、1942年7月30日就役。1946年4月15日退役後、1972年10月6日売却。
- ガンズヴォート (USS Gansevoort, DD-608)

由来の人物は、南北戦争時にブルックリン工廠長からロアノーク号艦長に移り、南軍封鎖作戦に従事したオランダ系将官ゲルト・ガンズヴォート代将。
ベスレヘム造船サンフランシスコ工場にて1941年6月16日起工、1942年4月11日進水、1942年8月25日就役。1946年2月1日退役後、1972年3月23日標的処分。
- ギレスピー (USS Gillespie, DD-609)

由来の人物は、米墨戦争時にサイアン号に乗組んだ海兵将校で、ロサンゼルスの占領と治安維持に従事したアーチボルト・H・ギレスピー海兵中佐。
ベスレヘム造船サンフランシスコ工場にて1941年6月16日起工、1942年5月8日進水、1942年9月18日就役。1946年4月17日退役後、1973年7月16日標的処分。
- ホビー (USS Hobby, DD-610)

由来の人物は、南北戦争時にササッカス号に乗組んだ技術特務将校で、被弾時に応急処置を施し沈没を防いだジェームズ・H・ホビー技師。
ベスレヘム造船サンフランシスコ工場にて1941年6月30日起工、1942年6月4日進水、1942年11月18日就役。1946年2月1日退役後、1972年6月1日標的処分。
- カーク (USS Kalk, DD-611)　※ウィックス級(DD-170)以来二代目

由来の人物は、第一次世界大戦にて駆逐艦ジェイコブ・ジョーンズに乗組み、ドイツ潜水艦U-53の雷撃で戦死したスタントン・F・カーク大尉。
ベスレヘム造船サンフランシスコ工場にて1941年6月30日起工、1942年7月18日進水、1942年10月17日就役。1946年5月3日退役後、1969年3月20日標的処分。
- ケンドリック (USS Kendrick, DD-612)

由来の人物は、南北戦争時に砲艦セントルイス号に乗組み、各地の上陸戦や南軍艦艇拿捕に従事した特務士官チャールズ・S・ケンドリック。
ベスレヘム造船:ベスレヘム造船所にて1941年5月1日起工、1942年4月2日進水、1942年9月12日就役。1947年3月31日退役後、1968年3月2日標的処分。
- ローブ (USS Laub, DD-613)　※クレムソン級(DD-263)以来二代目

由来の人物は、米英戦争時に海軍へ志願、ペリー提督に従軍し、エリー湖の湖上戦で戦死したヘンリー・ローブ見習士官。
ベスレヘム造船:ベスレヘム造船所にて1941年5月1日起工、1942年4月28日進水、1942年10月24日就役。1946年2月2日退役後、1975年1月14日売却。
- マッケンジー (USS MacKenzie, DD-614)　※ウィックス級(DD-175)以来三代目

由来の人物は、南北戦争後にハートフォード号にて台湾遠征に出撃し、現地人との交戦で戦死したアレクサンダー・S・マッケンジー少佐。
ベスレヘム造船:ベスレヘム造船所にて1941年5月29日起工、1942年6月27日進水、1942年11月21日就役。1946年2月4日退役後、1974年6月1日標的処分。
- マクラナハン (USS McLanahan, DD-615)　※クレムソン級(DD-264)以来二代目

由来の人物は、米墨戦争時にサイアン号に乗組み、上陸戦や地上戦に従事し、サンノゼで戦死したテナント・マクラナハン。
ベスレヘム造船:ベスレヘム造船所にて1941年5月29日起工、1942年9月2日進水、1942年12月19日就役。1946年2月2日退役後、1974年6月1日売却。
- ニールズ (USS Nields, DD-616)

由来の人物は、南北戦争時にメタコメット号に乗組み、モニター号救援やモービル湾の海戦など各地で活躍した将校ヘンリー・C・ニールズ。
ベスレヘム造船フォアリバー造船所にて1942年6月15日起工、1942年10月1日進水、1943年1月15日就役。1946年3月25日退役後、1972年5月8日売却。
- オードノー (USS Ordronaux, DD-617)

由来の人物は、米英戦争時に武装商船マレンゴ号とプランス・ド・ヌフシャテル号で英軍艦艇を襲撃したフランス人貿易商ジョン・オルドロノー。
ベスレヘム造船フォアリバー造船所にて1942年7月25日起工、1942年11月9日進水、1943年2月13日就役。1946年3月27日退役後、1973年3月16日売却。